# Алексий Аристин
Алексий Аристин (на средногръцки: Ἀλέξιος Ἀριστηνός, ум. след 1166 г.) е византийски канонист от XII в., автор на тълкувания (схолии) и допълнения на каноническия сборник „Синопсис“ на епископ Стефан Ефески. Заемал висши църковни и светски длъжности при управлението на Йоан II Комнин и Мануил I Комнин.
Историческите сведения за живота на Алексий Аристин са изключително оскъдни. От едно запазено послание, написано до него от Теодор Продром, става ясно, че на младини Аристин е получил блестящо образование в Гърция, където изучавал граматиката, реториката, юриспруденцията и философията, и вече заемал висока светска длъжност, според някои съдия (критий), когато бил повикан от императора в Константинопол. В столицата Аристин бил ръкоположен за дякон и изпълнявал последователно няколко висши светски и църковни длъжности – бил е номофилакс, протекдикт, орфанотроф, дикайодот и накрая иконом на Великата патриаршеска църква. Към тези длъжности някои изследователи прибавят и длъжността императорски хартофилакс – секретар. Тази е причината Аристин да се намира в непрекъснати контакти с двореца и сената. Освен това като велик иконом Аристин продължил да изпълнява и някои от предишните си длъжности, което се потвърждава от посланието на Продром, който се обръща към Аристин като към великия иконом и номофилакс.
Според сведения от Теодор Валсамон през 1157 г. патриаршеският синод дори настоял Аристин да се въздържа от изпълнението на задълженията си на светски съдия, тъй като съвместяването на светски и църковни длъжности от едно лице не било разрешено от каноните на Православната църква.
Към многобройните задължения на Аристин като велик иконом, около 1130 г. император Йоан II Комнин прибавил и задачата, за изпълнението на която Алексий трябвало да се опре на богатите си познания и дългогодишния си опит, а именно да състави кратко тълкувание и коментар на църковните канони, изложени в Синопсиса на епископ Стефан Ефески, потребността от което вероятно е била почувствана и от самия Аристин в ежедневната му работа с каноническите текстове и тяхното съкратено изложение – Синопсиса, не винаги ясни и понятни. Задачата е приета от Алексий с ентусиазъм, а трудът му го нарежда на едно от първите места между канонистите на Източната църква.
За точната година на смъртта на Аристин няма исторически сведения. Известно е, че е бил жив към 1166 г., когато е присъствал сред официалните лица на Константинополския събор като велик иконом на патриаршеската църква и дори отправил обвинение срещу йерусалимския патриарх Никифор II, позовавайки се на правило 37 на Трулския събор за епископите, принудени да отсъстват от своите епархии.